# جف ویور
جفری «جف» ویور (انگلیسی: Jeff Weaver- زادهٔ ۱۹۶۶) مدیر کمپین برنی سندرز برای انتخابات ریاست جمهوری آمریکا در سال ۲۰۱۶ بود. وی همچنین یکی از سیاستمدارانی است که به طور منظم در برنامه‌های شبکهٔ خبری سی‌ان‌ان شرکت می‌کند.